# Aleksander Karcz
Aleksander Karcz (ur. 24 grudnia 1939 w Krakowie, zm. 2 sierpnia 2022) – polski specjalista w zakresie technologii chemicznej i energetyki, prof. dr hab. inż.

## Życiorys
W 1962 został absolwentem Wydziału Metalurgicznego Akademii Górniczo-Hutniczej. 
W 1968 obronił rozprawę doktorską, a w 1975 uzyskał stopień doktora habilitowanego. 20 marca 1992 uzyskał tytuł profesora nauk technicznych. Odbył staże w Moskiewskim Instytucie Technologii Chemicznej im. Mendelejewa oraz w Akademii Górniczej we Freibergu. Został zatrudniony na stanowisku profesora zwyczajnego w Instytucie Chemicznej Przeróbki Węgla oraz w Katedrze Technologii Paliw na Wydziale Energetyki i Paliw Akademii Górniczo-Hutniczej im. Stanisława Staszica (kierował ostatnią jednostką w latach 1989–2007).
Był kierownikiem Katedry Technologii Paliw Wydziału Energetyki i Paliw Akademii Górniczo-Hutniczej im. Stanisława Staszica, przewodniczącym rady naukowej w Instytucie Chemicznej Przeróbki Węgla i członkiem Interdyscyplinarnego Zespołu do spraw Czystych Technologii Węglowych (Zespoły Specjalistyczne, Interdyscyplinarne, Doradcze i Zadaniowe Ministra) Ministerstwa Nauki i Szkolnictwa Wyższego, a także Sekcji V – Nauk Matematycznych, Fizycznych, Chemicznych i Nauk o Ziemi Centralnej Komisji do Spraw Stopni i Tytułów. Był autorem m.in. 10 wdrożeń i 8 patentów, a także uczestnikiem kilkunastu projektów badawczych.
Pochowany na Cmentarzu Rakowickim w Krakowie.

## Odznaczenia i wyróżnienia
- Krzyż Oficerski Orderu Odrodzenia Polski (2004)[5][1]
- Krzyż Kawalerski Orderu Odrodzenia Polski (1995)[6]
- Medal Komisji Edukacji Narodowej[1]
- Laureat Nagrody Prof. Antoniego Hoborskiego[1]